# إيلينا فرانشي
إيلينا فرانشي (بالإيطالية: Elena Franchi)‏ هي دراجة إيطالية، ولدت في 26 أغسطس 1996.

## وصلات خارجية
- إيلينا فرانشي على موقع الاتحاد الدولي للدراجات (الإنجليزية)
- إيلينا فرانشي على موقع إحصائيات الدراجات الإحترافية (الإنجليزية)
- إيلينا فرانشي على موقع نسبة الدراجات (الإنجليزية)